# Giuseppe Lazzarotto
Mons. Giuseppe Lazzarotto (* 24. května 1942, Carpané di San Nazario, Provincie Vicenza) je italský katolický kněz, biskup, který byl v letech 1971–2017 papežským diplomatem a v letech 2017–2019 byl asesorem Řádu Božího hrobu.